# 锡金岩黄耆
锡金岩黄耆（学名：Hedysarum sikkimense），为豆科岩黄耆属下的一个植物种。